# مایکل وایس
مایکل وایس (انگلیسی: Michael Weiss؛ زادهٔ ۲۳ مهٔ ۱۹۹۱) یک شناگر اهل ایالات متحده آمریکا است.
از افتخارات وی میتوان به کسب مدال نقره ۴×۲۰۰ متر آزاد امدادی در ۲۰۱۵ کازان اشاره کرد.